# Torrent de Llorenç
El Torrent de Llorenç és un torrent del Baix Penedès que desemboca a la riera de Sant Miquel.
Comença al Pla del Lledoner amb la unió de la Rasa de la Teuleria, que es forma a la Serra de Llobet, el Torrent de Sant Jordi, que comença a la Talaia, i la Rasa del Jaumet, que s'inicia a la Plana de Llobet. El torrent mesura aproximadament 2,30 km des d'aquest punt fins a la Riera de Sant Miquel.
Passa pels límits de l'est de Llorenç del Penedès i també per la Casa-Roja.
El Torrent Llorenç desemboca a la riera de Sant Miquel, de la Riera de Sant Miquel a la Riera de la Bisbal i de la Riera de la Bisbal al desemboca mar Mediterrani.
Hi han diferents tipus d'arbres i plantes: els plataners, lledoners, esbarzers, el canyís, el pi, el lliri, la canya, el gatell i l'om.